# Список міністрів закордонних справ Ісландії
Список міністрів закордонних справ Ісландії

## Міністри закордонних справІсландії
1. Йон Маґнуссон (1918–1922);
2. Сіґурдур Еґґерц (1922–1924);
3. Йон Маґнуссон (1924–1927);
4. Трюґґві Торгальссон (1927–1932);
5. Асґейр Асґейрссон (1932–1934);
6. Гаралдур Ґудмундссон (1934–1938);
7. Германн Йонассон (1938–1939);
8. Стефан Йоганн Стефанссон (1939–1942);
9. Олафур Трюґґвасон Торс (1942);
10. Вільялмур Тор (1942–1944).
11. Олафур Трюґґвасон Торс (1944–1947);
12. Б'ярні Бенедиктссон (1947–1953);
13. Крістінн Ґудмундссон (1953–1956);
14. Ґудмундур Г. Ґудмундссон (1956);
15. Еміль Йонссон (1956);
16. Ґудмундур Г. Ґудмундссон (1956–1965);
17. Еміль Йонссон (1965–1971);
18. Ейнар Аґустссон (1971–1978);
19. Бенедикт Сіґурдссон Ґрендал (1978–1980);
20. Олафур Йоганнессон (1980–1983);
21. Ґейр Гатльґрімссон (1983–1986);
22. Маттіас А. Матієсен (1986–1987);
23. Стейнґрімур Германнссон (1987–1988);
24. Йон Балдвін Ганнібалссон (1988–1995);
25. Гатльдор Асґрімссон (1995–2004);
26. Давид Оддссон (2004–2005);
27. Ґейр Гілмар Гарде (2005–2006);
28. Валґердур Сверрісдоттір (2006–2007);
29. Інґеб'єрґ Солрун Ґісладоттір (2007–2009);
30. Оссур Скарфедінссон (2009—2013);
31. Гуннар Брагі Свейнссон (2013—2016);
32. Лілья Альфредсдоттір (2016—2017);
33. Гудлаугур Тор Тордарсон (2017—2021);
34. Тордіс Колбрун Рейкфьорд Гильфадоттір (2021—2023);
35. Б'ярні Бенедіктссон (2023—2024);
36. Тордіс Колбрун Рейкфьорд Гильфадоттір (2024);
37. Торгердюр Катрін Гюннарсдоуттір (з 2024).